# Une femme dangereuse (film, 1993)
Pour les articles homonymes, voir Une femme dangereuse et A Dangerous Woman.
Pour plus de détails, voir Fiche technique et Distribution.
Une femme dangereuse (A Dangerous Woman) est un film américain de Stephen Gyllenhaal sorti en 1993.

## Synopsis
Martha Horgan (Debra Winger) a toujours été différente, effacée et vulnérable. Ce qui la rend si incomprise est sa réelle naïveté et sa profonde honnêteté. Dans un monde imparfait, Martha s'efforce de faire ressortir la vérité. Mais lorsqu'il s'agit de dénoncer des injustices dont elle a été le témoin, elle devient une femme dangereuse.

## Fiche technique
- Titre : Une femme dangereuse
- Autre titre : L'Incomprise
- Titre original : A Dangerous Woman
- Réalisation : Stephen Gyllenhaal
- Scénario : Naomi Foner Gyllenhaal, d'après le roman de Mary McGarry Morris
- Décors : David Brisbin
- Sociétés de productions : Amblin Entertainment, Gramercy Pictures, Island World et Rollercoaster Productions
- Genre : Drame et romance
- Pays de production :  États-Unis
- Durée : 101 minutes
- Date de sortie en salles: 3 décembre 1993 (États-Unis)

## Distribution
- Debra Winger (VQ : Claudine Chatel) : Martha Horgan
- Laurie Metcalf : Anita
- John Terry : Steve
- Barbara Hershey (VQ : Marie-Andrée Corneille) : Frances Beechum
- Gabriel Byrne (VQ : Éric Gaudry) : Mackay
- David Strathairn : Getso
- Chloe Webb : Birdie
- Richard Riehle : John
- Paul Dooley : le vendeur Tupperware
- Maggie Gyllenhaal : Patsy
- Jake Gyllenhaal : Edward